# Sasso (Neviano degli Arduini)
Sasso è una frazione del comune di Neviano degli Arduini, in provincia di Parma.
La località dista 6,43 km dal capoluogo.

## Geografia fisica
Sasso sorge alla quota di 584 m s.l.m., nella Val Termina di Castione, sul versante occidentale del rilievo roccioso su cui svetta in posizione panoramica la pieve romanica.

## Origini del nome
Il toponimo fa riferimento al territorio roccioso e poco fertile su cui sorge la frazione; anche la vicina località di Magrignano deve il suo nome alla natura del terreno, improduttivo e sassoso.

## Storia
La zona di Sasso risultava abitata già in età romana, come testimoniato dal rinvenimento nel 1908, nei pressi della pieve, di alcune monete; già all'epoca, infatti, la vista panoramica sull'intero territorio circostante rendeva militarmente strategica tale collocazione.
Un insediamento fu eretto sul rilievo anche durante il Regno longobardo, come dimostrato dai resti di una necropoli riemersi nel secondo dopoguerra in prossimità della chiesa.
In epoca altomedievale, probabilmente tra l'VIII e il IX secolo, fu edificata alle pendici del monte la primitiva pieve, che, ormai in rovina, fu ricostruita sulla sua sommità nell'XI secolo, forse per volere della contessa Matilde di Canossa. Tuttavia, la più antica testimonianza dell'esistenza del borgo di Saxo risale soltanto all'11 giugno 1005, quando la chiesa fu citata nell'Ordo Archipresbiterorum Plebium, voluto dal vescovo di Parma Sigifredo II.
Grazie alla collocazione strategica, la pieve acquisì una notevole importanza nei secoli successivi, fino a esercitare, nel XIII secolo, la giurisdizione su un vasto territorio, comprendente ben tredici cappelle disposte su tre diverse vallate.
Il territorio all'epoca dipendeva dal Comune di Parma: nel 1475 gli Anziani, su indicazione del duca di Milano Galeazzo Maria Sforza, incaricarono l'ufficiale Giovanni Francesco Bergonzi di custodire per loro conto i centri di Cedogno, Ceretolo, Mediano, Sasso, Lodrignano e Provazzano.
Nel 1502 gli abitanti delle località di confine di Lodrignano, Sasso, Ceretolo e Mediano si ribellarono invano al Comune di Parma, probabilmente sobillati dal duca di Ferrara Ercole I d'Este, intenzionato a espandere il proprio dominio anche oltre l'Enza.
Nella prima metà del XX secolo il brullo monte su cui sorge la pieve romanica fu rimboschito dal Corpo forestale dello Stato, occultando la vista panoramica che fino ad allora lo aveva caratterizzato.
Durante la seconda guerra mondiale, nel 1944 nella località si stanziò la 47ª Brigata partigiana Garibaldi, che sarebbe in seguito divenuta la 143ª; nei primi giorni di luglio l'intero territorio nevianese fu oggetto di un rastrellamento e di un eccidio da parte dell'esercito tedesco, che a Sasso, dopo aver distrutto con alcuni colpi il traliccio ligneo su cui erano poste le campane della pieve, catturarono e uccisero un gruppo di abitanti della frazione.

## Monumenti e luoghi d'interesse

### Pieve di Santa Maria Assunta

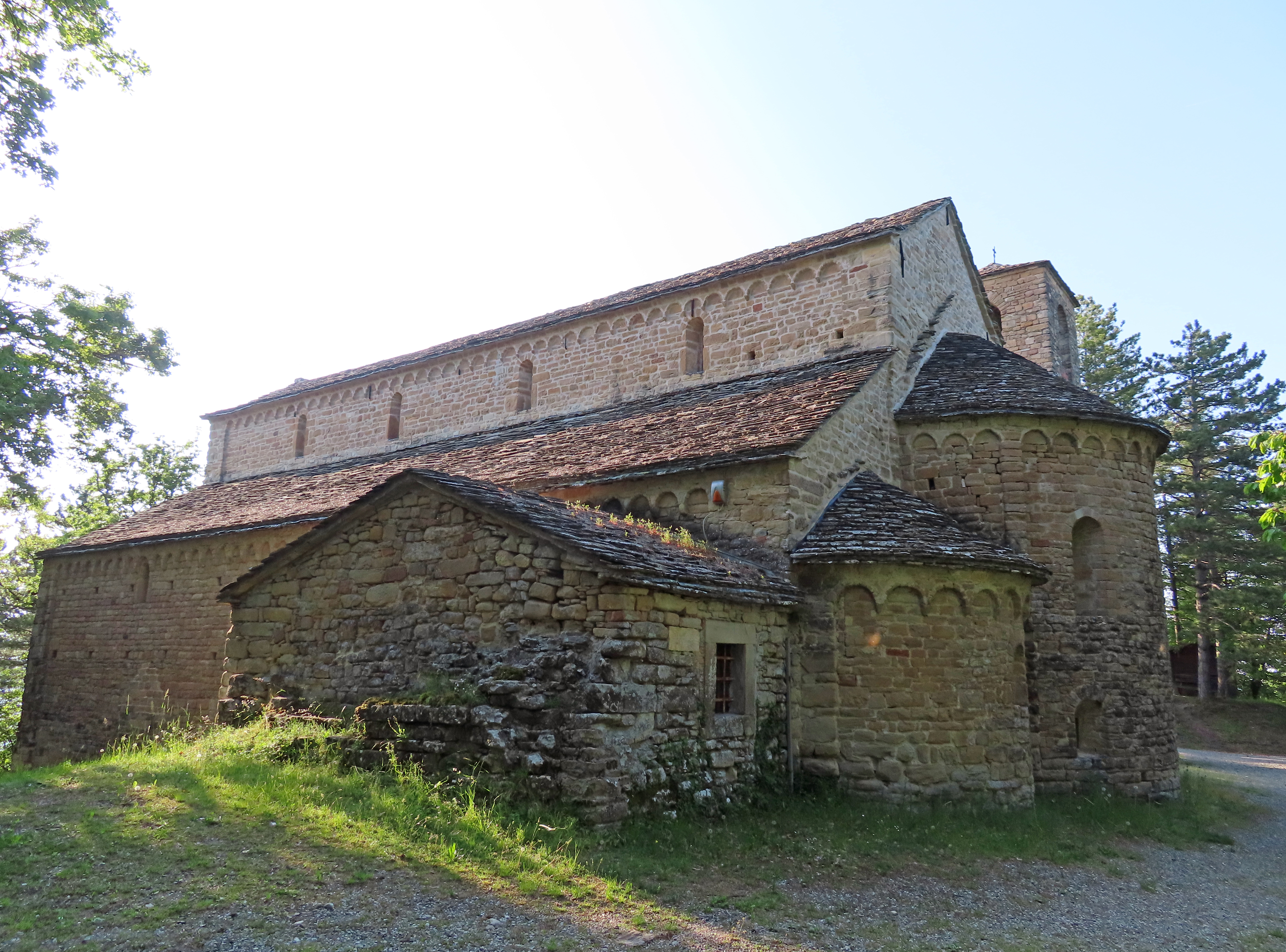
Pieve di Santa Maria Assunta

Edificata tra l'VIII e il IX secolo alle pendici del rilievo che sovrasta l'abitato di Sasso, la pieve originaria, menzionata per la prima volta nel 1005, fu ricostruita in forme romaniche nel 1082 sulla sommità del monte, secondo la tradizione per volere della contessa Matilde di Canossa; accresciuta di importanza nei secoli seguenti grazie alla strategica collocazione, cadde nel degrado nel XIX secolo; risistemata nelle coperture agli inizi del XX secolo, fu parzialmente restaurata dopo il terremoto del 1920; affiancata dal campanile neoromanico nel 1948, tra il 1950 e il 1965 fu interamente ristrutturata e riportata alla sua veste originaria romanica; elevata a santuario mariano dedicato a Maria Madre della Chiesa, fu restaurata tra il 1990 e il 1994 e tra il 2006 e il 2008. La chiesa, sviluppata su un impianto basilicale a tre navate terminanti in altrettante absidi, presenta una facciata a salienti in pietra, scandita da quattro paraste e decorata con archetti pensili in sommità; all'interno le navate, coperte da soffitti a capriate e travetti lignei, sono separate tra loro attraverso una serie di arcate a tutto sesto rette da colonne coronate da capitelli a cubo scantonato; di particolare pregio risulta il fonte battesimale ottagonale, ricomposto nel 1960 da Galileo Scorticati unendo frontalmente quattro lastre scolpite ad altorilievo risalenti alla prima metà del XII secolo.

### Oratorio di San Pietro
Costruito per volere della famiglia Mazzini, l'oratorio, collocato nella località di Monchio, fu benedetto il 23 luglio 1706. L'edificio barocco, interamente rivestito in pietra, è caratterizzato dalla facciata a capanna, al cui centro si apre il portale d'ingresso, delimitato da una cornice in arenaria e sormontato da un frontone semicircolare spezzato e, più in alto, da una finestra incorniciata.

## Cultura

### Museo Storico della Resistenza
Fondato originariamente nel 1973, il museo fu ampliato e riallestito in un nuovo edificio nel 2005; affiancato nel 2012 da una biblioteca, fu risistemato nel 2014. Il museo espone, dietro a sbarre metalliche, armi, divise e oggetti risalenti alla seconda guerra mondiale; attraverso una serie di pannelli sono inoltre descritti i principali eventi storici, i personaggi dell'epoca, le uccisioni e le deportazioni nei lager tedeschi; nella sala finale sono raccolte le testimonianze di alcuni superstiti dell'eccidio, mostrate nel documentario Luglio '44.